# 지옥선생 누베
《지옥선생 누베》(일본어: 地獄先生ぬ〜べ〜)는 원작:마쿠라 쇼·작화:오카노 타케시에 의한 일본의 만화 작품이다. 줄여서 누~베~라고도 한다.

## 개요
〈귀신 손〉을 가진 초등학교 교사 〈누~베~〉라고 하는 누에노 메이스케가 아동을 지키기 위해서, 요괴나 악령을 퇴치하는 학원 코미디.
슈에이샤 〈주간 소년 점프〉에서 1993년 38호 ~ 1999년 24호까지 연재되었다.
2014년 3월, 15년 만에 슈에이샤 〈그랜드 점프〉 2014년 9호에서 속편이 되는 신작 단편물 《지옥 선생 누~베~ NEO》가 발표되어, 5월 발매의 증간 〈그랜드 점프 PREMIUM〉 28호(신장 간 2호, 2014년 6월호)부터 연재가 개시되었다.

## 등장인물

### 5학년 3반 (누~베~ 클래스)
누에노 메이스케
목소리 - 오키아유 료타로 (소년 시절:타키모토 후지코)
본작의 주인공.

#### 레귤러 캐릭터
타테노 히로시
목소리 - 후지타 토시코
축구부 소속의 밝고 활발한 소년.
이나바 쿄코
목소리 - 카사하라 루미
히로시의 여자친구로, 본 작품의 여주인공 중 한 명.
호소카와 미키
목소리 - 토미나가 미나

키무라 카츠야
목소리 - 타나카 카즈나리

쿠리타 마코토
목소리 - 우라와 메구미

#### 준 레귤러 캐릭터
나카지마 노리코
목소리 - 토요시마 마치코

시라토 슈이치
목소리 - 카네마루 준이치

야마구치 아키라
목소리 - 야나기사와 미치요

카네다 마사루
목소리 - 마츠오 긴조

키쿠치 시즈카
목소리 - 우와가와 에미

키노시타 아유미

### 도모리 초등학교 관련

#### 아동
키무라 마나미
목소리 - 스즈키 토미코

야마구치 케이스케

시노자키 아이
목소리 - 오이카와 히토미

카자마 마모루
목소리 - 마루타 마리

키타무라 카오루

아유하라 미도리

사치요

무라타 마사카즈

후루타 고

미도리카와 시오리

니이지마 켄타

스즈키 란타로

카메야마

#### 교원
타카하시 리츠코
목소리 - 네야 미치코
5학년 2반 담임 교사.
교장
목소리 - 마츠오 긴조

이시카와
목소리 - 코노 요시아키

오오츠키 요시히코
목소리 - 마스타니 야스노리
5학년 1반 담임 교사.
쿠로이 마미
1학년 담임 교사.

### 도모리 정 관련

#### 누~베~의 동료·요괴들
타마모 쿄스케
목소리 - 모리카와 토시유키
400세 요괴. 누~베~의 라이벌.
유키메
목소리 - 시라토리 유리
본 작품의 여주인공 중 한 명.
하즈키 이즈나
목소리 - 혼다 치에코

하야메
목소리 - 야마자키 와카나 (PS용 게임)
누~베~의 영력에 의해 되살아난 인어.
자시키와라시

#### 그 외
히노카미 아키라
목소리 - 오키아유 료타로

나구모 케이타

## 애니메이션
TV 아사히 계열에서 1996년 4월 13일부터 1997년 6월 21일까지 방영되었다.
2024년 7월 21일, 2025년 신작 애니메이션을 제작하는 것을 발표.

### 스태프
- 프로듀서 - 이와모토 타로→카지 아츠시 (TV 아사히), 와타나베 테츠야 (덴츠), 니시자와 노부타카 (토에이 동화), 시마즈 타케히코 (OVA 작품)
- 제작 담당 - 야마구치 아키히코
- 음악 - BMF
- 음악 협력 - TV 아사히 뮤직
- 캐릭터 디자인 - 오오니시 요이치
- 미술 디자인 - 사카모토 노부토
- 색채 설계 - 츠카다 쇼
- 시리즈 디렉터 - 카이자와 유키오
- 캐스팅 협력 - 아오니 프로덕션
- 제작 협력 - 덴츠
- 제작 - TV 아사히, 토에이 동화

## 게임
플레이스테이션용 《지옥 선생 누~베~》
1997년 5월 16일에 반다이로부터 발매.
닌텐도 DS용 《점프 얼티메이트 스타즈》
2006년 11월 23일에 닌텐도로부터 발매.
PS3·PSvita용 《제이 스타즈 빅토리 버서스》
2014년 3월 19일에 반다이 남코 게임스로부터 발매.

## 텔레비전 드라마
2014년 10월 11일부터 12월 13일까지 매주 토요일 21:00 ~ 21:54에, 닛폰 TV 계열에서 방송되었다. 주연은 마루야마 류헤이.

### 캐스트
도모리 고교 교직원
- 누에노 메이스케 - 마루야마 류헤이 (칸쟈니∞) (소년 시절:와카야마 키라토)
- 타카하시 리츠코 - 키리타니 미레이
- 타마모 쿄스케 - 하야미 모코미치
- 교감 - 토오야마 토시야
- 체육 교사 - 야마다 신타로
- 음악 교사 - 시바타 미사키

도모리 고교 학생
- 쿠리타 마코토 - 치넨 유리 (Hey! Say! JUMP)
- 타테노 히로시 - 나카가와 타이시
- 키무라 카츠야 - 요시자와 료
- 시라토 슈이치 - 사노 가쿠
- 야마구치 아키라 - 시미즈 카즈키
- 이나바 쿄코 - 마츠이 아이리
- 호소카와 미키 - 사노 히나코
- 나카지마 노리코 - 미즈타니 카호
- 시노자키 아이 - 나카무라 유리카
- 키쿠치 시즈카 - 타카츠키 사라

외
그 외
- 유키메 - 강지영
- 하즈키 이즈나 - 야마모토 미즈키
- 미나코 선생님 - 유카 (우정 출연)
- 도모리 절 승려 - 마키타 스포츠
- 패귀 - 사카가미 시노부
- 무한계 시공 - 타카하시 히데키

#### 오프닝 내레이션
매주마다 시크릿 내레이터로서 등장한다.
- 이나가와 준지 (제1화), 호리키타 마키 (제2화), 야마다 료스케 (제3화), 후나코시 에이치로 (제4화), 사와무라 잇키 (제5화), 나루미 리코 (제6화), 사노 시로 (제7화), 오키아유 료타로 (제8화), 와다 아키코 (제9화), 마루야마 류헤이 (최종화)

#### 게스트
☆은 무한계 시공이 제령해 살린 사람.
제1화
- 두상 (목소리) - 마기 (제8화)
- 운가이쿄 (목소리) - 아마다 마스오
- 사토미 ☆ - 우치다 아이

제2화
- 사토리 - 야베 타로 (카라테카) (제4 ~ 6·8 ~ 최종화)
- 애꾸눈 괴물 - 마스다 레오 (제8화)
- 벽남 - 마스 타이치 (닛폰 TV 아나운서)

제3화
- 화장실의 하나코 - 타카하시 마사 (제4·8화)
- 카게구치 (목소리) - 후쿠다 노부아키
- 신이치 ☆ - 미하라 다이키

제4화
- 아즈키아라이 - 스즈키 타쿠 (드렁크 드래건) (제5 ~ 6·8 ~ 최종화)

제5화
- 진타 (말하는 인체 모형) - 시미즈 카즈키 (2역)

제6화
- 자시키와라시 - 나카지마 아야카 (제8·최종화)

제7화
- 아즈키아라이 (아버지) - 우에시마 류헤이 (타조 구락부) (제8 ~ 최종화)
- 괴인 빨간 망토·통칭 〈A〉 - 아카시야 산마

제8화
- 절귀 - 야마다 료스케 (Hey! Say! JUMP) (제9화)

최종화
- 교장 선생님 - 쇼후쿠테이 츠루베

### 스태프
- 각본 - 마기, 사토 토모하루
- 연출 - 사쿠마 노리요시, 이케다 켄지, 아카시 히로토
- 주제가 - 칸쟈니∞ 〈가무샤라 행진곡〉 (INFINITY RECORDS)
- 치프 프로듀서 - 이토 히비키
- 프로듀서 - 토다 카즈야, 코이즈미 마모루
- 제작 협력 - 토털 미디어 커뮤니케이션
- 제작 저작 - 닛폰 TV

### 방송 일자
| 각 화                                                       | 방송일           | 부제                                                                         | 각본          | 연출              | 시청률 |
| ----------------------------------------------------------- | ---------------- | ---------------------------------------------------------------------------- | ------------- | ----------------- | ------ |
| 제1화                                                       | 2014년 10월 11일 | 괴기 사건은 요괴의 덫 얼빠진 짓으로 멍청한 선생님이 학교 구하다!?            | 마기          | 사쿠마 노리요시   | 13.3%  |
| 제2화                                                       | 10월 18일        | 학원 패닉! 사람을 조종하는 언짢은 요괴!? 초마술이 신뢰의 인연을 부수다!?     | 마기          | 사쿠마 노리요시   | 7.9%   |
| 제3화                                                       | 10월 25일        | 화장실의 하나코가 대폭주& 원작 인기 요괴가 귀신 손의 비밀 폭로               | 사토 토모하루 | 이케다 켄지       | 10.1%  |
| 제4화                                                       | 11월 1일         | 위험한 놀이에서 요괴가 격노! 로쿠로쿠비가 달리기(필) 거대 괴조도 소환!?      | 마기          | 아카시 히로토     | 9.9%   |
| 제5화                                                       | 11월 8일         | 나 인간이 되고 싶어 인체 모형에 생명이 맺히다!? 여명 24시간 눈물의 청춘      | 사토 토모하루 | 사쿠마 노리요시   | 10.2%  |
| 제6화                                                       | 11월 15일        | 오늘 밤, 중대 발표가! 대파란! 사랑의 삼각 관계 안타까운 사랑과 상냥한 거짓말 | 마기          | 마츠야마 마사노리 | 9.2%   |
| 제7화                                                       | 11월 22일        | 아카시야 산마가 그 전설 요괴로! 악몽의 힘으로 모두가 악마로 변신?            | 사토 토모하루 | 사쿠마 노리요시   | 9.0%   |
| 제8화                                                       | 11월 29일        | 명화 모나리자가 사람을 먹다!? 학원 패닉! 괴기 미스터리의 수수께끼            | 마기          | 아카시 히로토     | 10.8%  |
| 제9화                                                       | 12월 6일         | 아름다운 괴물! 야마다 료스케 세계를 파멸시키는 마력 정의가 지는 순간…        | 마기          | 이케다 켄지       | 10.8%  |
| 최종화                                                      | 12월 13일        | 안녕 선생님!? 이 목숨과 바꿔 나는 모두를 지킨다! 기적이여 일어나라           | 마기          | 사쿠마 노리요시   | 9.5%   |
| 평균 시청률 10.2% (시청률은 칸토 지구·비디오 리서치사 조사) |                  |                                                                              |               |                   |        |

- 첫회는 15분 확대 (21:00 ~ 22:09).
- 제2화는 1시간 지연 (22:00 ~ 22:54).

| 닛폰 TV 계열 토요드라마                               | 닛폰 TV 계열 토요드라마                    | 닛폰 TV 계열 토요드라마             |
| 이전 작품                                             | 작품명                                     | 다음 작품                           |
| ----------------------------------------------------- | ------------------------------------------ | ----------------------------------- |
| 킨다이치 소년의 사건부 N(neo) (2014.7.19 ~ 2014.9.20) | 지옥 선생 누~베~ (2014.10.11 ~ 2014.12.13) | 학교의 계단 (2015.1.10 ~ 2015.3.14) |